# دانيال كانايو دانيال
دانيال كانايو دانيال (بالإنجليزية: Daniel Kanayo Daniel)‏ (مواليد 22 مايو 1986)، هُو مُمثل وعارض نيجيري.

## وصلات خارجية
- دانييل كي دانييل على موقع IMDb (الإنجليزية)